# Dicy
Dicy korábbi község (település) Franciaországban, Saône-et-Loire megyében. 2016. január 1-jén további 13 korábbi községgel egyesült és azokkal együtt Charny Orée de Puisaye új község része lett.
Lakosainak száma 310 fő (2018. január 1.). Dicy Montcorbon, Charny, Chêne-Arnoult, Prunoy, Villefranche, Douchy, La Mothe-aux-Aulnaies és Douchy-Montcorbon községekkel határos.

## Népesség
A település népességének változása:
| Lakosok száma | 276  | 258  | 261  | 271  | 300  | 323  | 328  | 323  | 312  | 310  |
|               | 1962 | 1968 | 1975 | 1982 | 1990 | 2008 | 2013 | 2015 | 2017 | 2018 |